# Paul Peter Ewald
Paul Peter Ewald (* 23. Januar 1888 in Berlin; † 22. August 1985 in Ithaca, New York) war ein deutscher Physiker.

## Leben
Paul Ewald, der Sohn des Historikers und Philologen Paul Ewald (1851–1887) und der Malerin Clara Ewald, geborene Philippson (1859–1948), promovierte an der Universität München bei Arnold Sommerfeld und habilitierte sich 1918 mit einer Arbeit über Die Kristalloptik der Röntgenstrahlen.
1921 wurde er außerordentlicher Professor an der Technischen Hochschule Stuttgart und lehnte im gleichen Jahr eine ihm angebotene Stelle an der Universität Münster ab. 1928 erhielt er ein eigenes kleines Institut an der Technischen Hochschule Stuttgart, das mit dem Röntgeninstitut von Richard Glocker eng kooperierte. Von 1932 bis 1933 war er Rektor der Technischen Hochschule Stuttgart.
Im April 1933 trat Paul Peter Ewald  von diesem Amt zurück, da unter den Nationalsozialisten keine ordnungsgemäße Durchführung seiner Aufgaben als Rektor möglich war. Im Oktober 1937 emigrierte er nach England. Im April 1938 holte er seine Familie nach, einschließlich seiner Mutter, die aufgrund der jüdischen Abstammung ihres Vaters den Restriktionen der Nürnberger Gesetze unterworfen war. Ab April 1939 lehrte er mathematische Physik an der Queen’s University Belfast. Einer seiner bekannten Schüler aus der Belfaster Zeit war John Stewart Bell. Nach dem Tod von Ewalds Mutter im Jahr 1948 und wegen seiner eigenen bevorstehenden Pensionierung wechselte er ans Polytechnic Institute nach Brooklyn.
Paul Peter Ewald war der Schwiegervater des Physik-Nobelpreisträgers Hans Bethe. Seine Tochter, Rose Ewald, lernte den Physiker 1937 an der Duke University kennen. Beide heirateten im September 1939.
Im Mai 1991 ließ die Stadt Stuttgart zu Ehren des Physikers eine Erinnerungsplakette am Gebäude des früheren Röntgeninstituts, Seestraße 71, anbringen.

## Werk
Paul Peter Ewald war der erste, der die Röntgeninterferenzen der Kristalle mit einer theoretischen Grundlage versah und die Einzelheiten der Röntgenstreuungsversuche von Max von Laue (1911/12) verständlich machen konnte. Ewald begründete die dynamische Theorie der Röntgeninterferenzen, die auch auf andere Strahlungsarten (Elektronen, Neutronen, Licht) angewendet werden kann. Unter anderem erhielt Ewald hierfür die höchste Auszeichnung der Deutschen Physikalischen Gesellschaft, die Max-Planck-Medaille.
Ausgiebig genutzt wird heute die Ewaldsche Konstruktion, deren Ziel in der Bestimmung der möglichen Beugungsrichtungen eines primären Röntgenstrahls beim Auftreffen auf einen Kristall liegt. Der Kern der Ewaldschen Konstruktion ist die so genannte Ewaldkugel im reziproken Punktgitter (des Kristalls), dessen Punkte Netzebenenscharen im Kristall charakterisieren.

## Auszeichnungen
1932 wurde er zum korrespondierenden Mitglied der Göttinger Akademie der Wissenschaften gewählt. 1955 wurde Ewald in die American Academy of Arts and Sciences gewählt. 1962 ernannte ihn die Bayerische Akademie der Wissenschaften zum korrespondierenden Mitglied der Mathematisch-naturwissenschaftlichen Klasse. 1979 wurde er der erste Träger des Gregori-Aminoff-Preises. Im Jahr 1966 wurde er zum Mitglied der Leopoldina gewählt.

## Werke (Auszug)
- Kristalle und Röntgenstrahlen (Springer, 1923)
- Der Weg der Forschung (insbesondere der Physik) (A. Bonz’ Erben (Stuttgart) 1932)
- On the Foundations of Crystal Optics (Air Force Cambridge Research Laboratories, 1970)

## Trivia
- Am DESY in Hamburg-Bahrenfeld ist eine Experimentierhalle (Gebäude 46g) mit den Beamlines P64 und P65 des PETRA-Rings nach Paul P. Ewald benannt.[8]